# Vulcanobatrachus mandelai
Genre
Espèce
Vulcanobatrachus mandelai est une espèce éteinte d'amphibiens anoures de la famille des Pipidae, la seule du genre Vulcanobatrachus.

## Répartition
Cette espèce a été découverte en Afrique du Sud, elle date du Crétacé supérieur.

## Publication originale
- (en) Trueb, Ross & Smith, 2005 : A new pipoid anuran from the Late Cretaceous of South Africa. Journal of Vertebrate Paleontology, vol. 25, no 3, p. 533-547 (texte intégral).